# Wang Danni
Wang Danni (chinesisch 王丹妮, Pinyin Wáng Dānnī; * 12. Juni 1993) ist eine ehemalige chinesische Tennisspielerin.

## Karriere
Wang spielte hauptsächlich Turniere auf der ITF Women’s World Tennis Tour, wo sie einen Titel im Einzel und elf im Doppel gewinnen konnte.

## Turniersiege

### Doppel
| Nr. | Datum              | Turnier       | Kategorie   | Belag             | Partnerin          | Finalgegnerinnen               | Ergebnis         |
| --- | ------------------ | ------------- | ----------- | ----------------- | ------------------ | ------------------------------ | ---------------- |
| 1.  | 12. Mai 2018       | Hua Hin       | ITF $15.000 | Hartplatz         | Amy Zhu            | Sheng Yuqi Aldila Sutjiadi     | 1:6, 6:4, [10:7] |
| 2.  | 9. Juni 2018       | Sangju        | ITF $15.000 | Hartplatz (Halle) | Cho I-hsuan        | Chisa Hosonuma Kanako Morisaki | 7:5, 6:3         |
| 3.  | 1. September 2018  | Nonthaburi    | ITF $15.000 | Hartplatz         | Cho I-hsuan        | Riya Bhatia Lu Jiaxi           | 6:4, 6:3         |
| 4.  | 22. September 2018 | Anning        | ITF $15.000 | Sand              | Sowjanya Bavisetti | Cho I-hsuan Cho Yi-tsen        | 6:2, 6:7, [11:9] |
| 5.  | 17. November 2018  | Muzaffarnagar | ITF $25.000 | Rasen             | Aldila Sutjiadi    | Kyōka Okamura Michika Ozeki    | 7:6, 7:5         |